# 훙산구 (우한시)

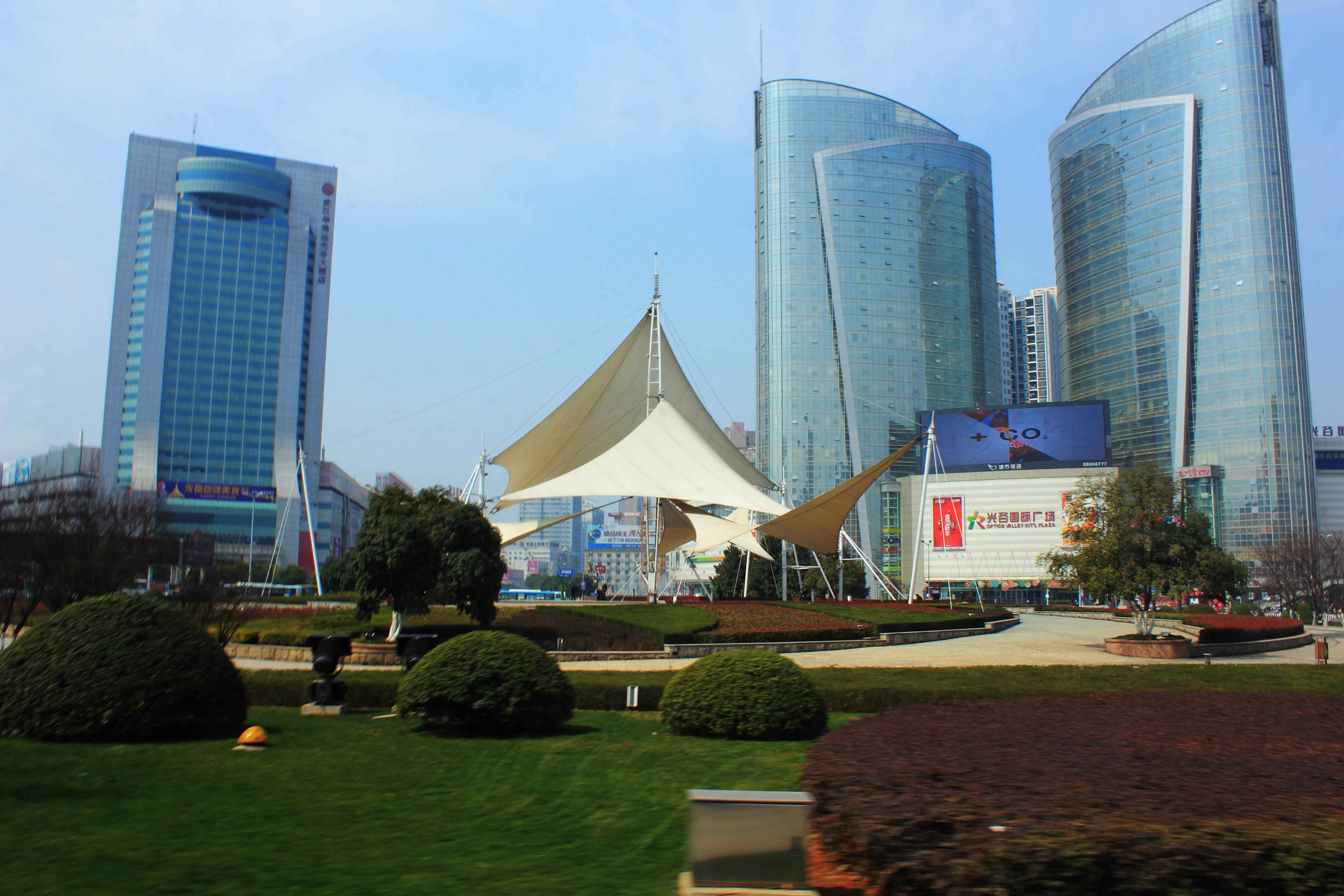

훙산구(한국어: 홍산구, 중국어: 洪山区, 병음: Hóngshān Qū)는 중화인민공화국 후베이성 우한시의 현급 행정구역이다. 넓이는 509km2이고, 인구는 2007년 기준으로 850,000명이다.

## 행정 구역
9개 가도, 1개 향을 관할한다.
- 가도: 珞南街道,青菱街道,关山街道,狮子山街道,张家湾街道,梨园街道,卓刀泉街道,洪山街道,和平街道
- 향: 天兴乡.